# Фольратсруе
Фольратсруе (нім. Vollrathsruhe) — громада в Німеччині, розташована в землі Мекленбург-Передня Померанія. Входить до складу району Мекленбургіше-Зенплатте. Складова частина об'єднання громад Зенландшафт-Варен.
Площа — 31,24 км2. Населення становить 402 ос. (станом на 31 грудня 2020).

## Галерея

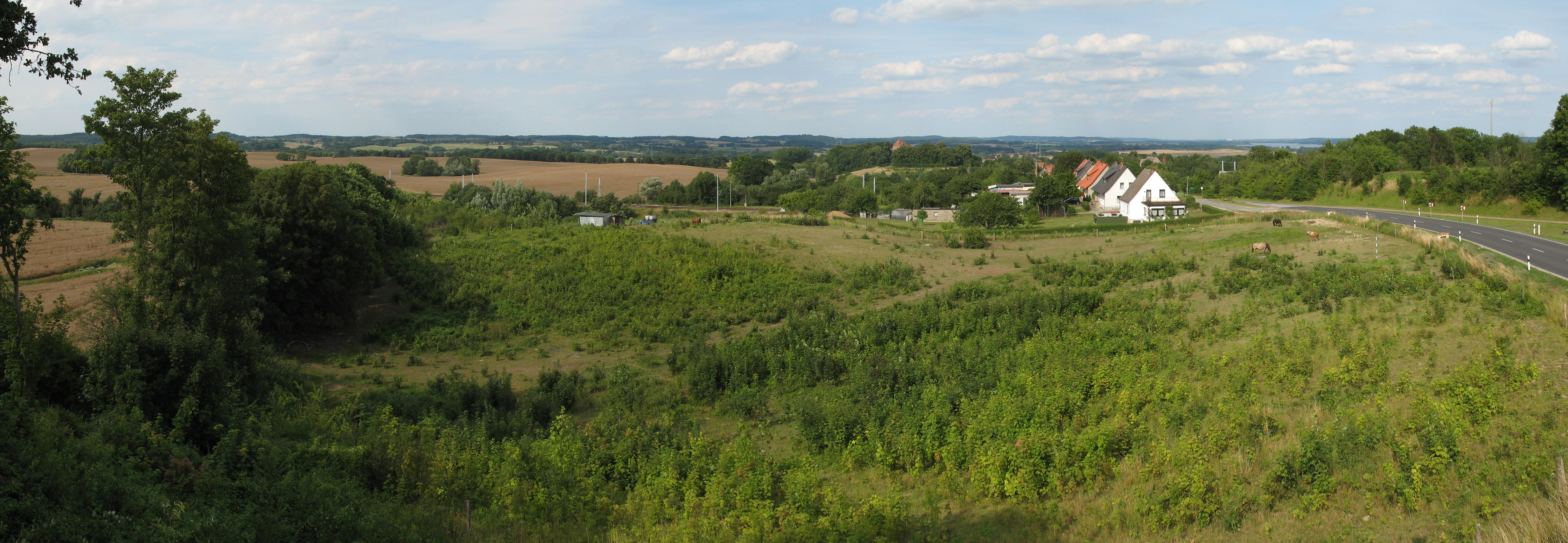
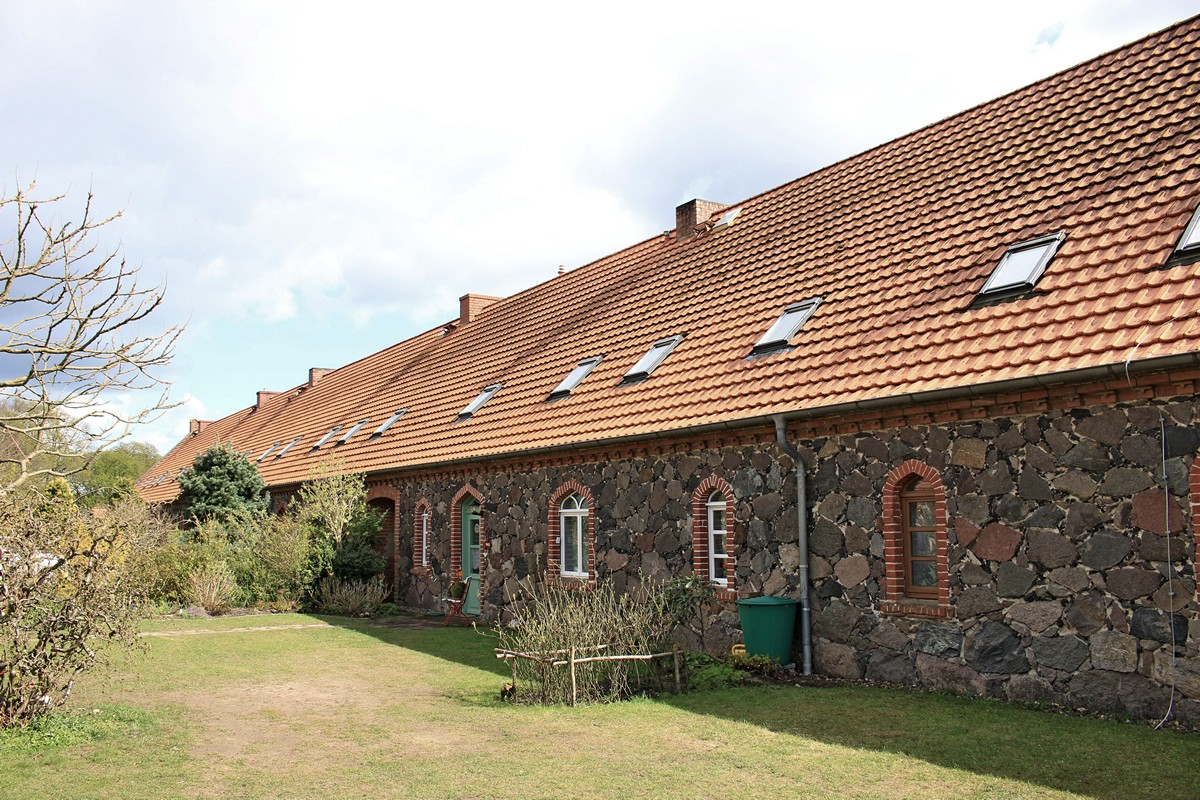
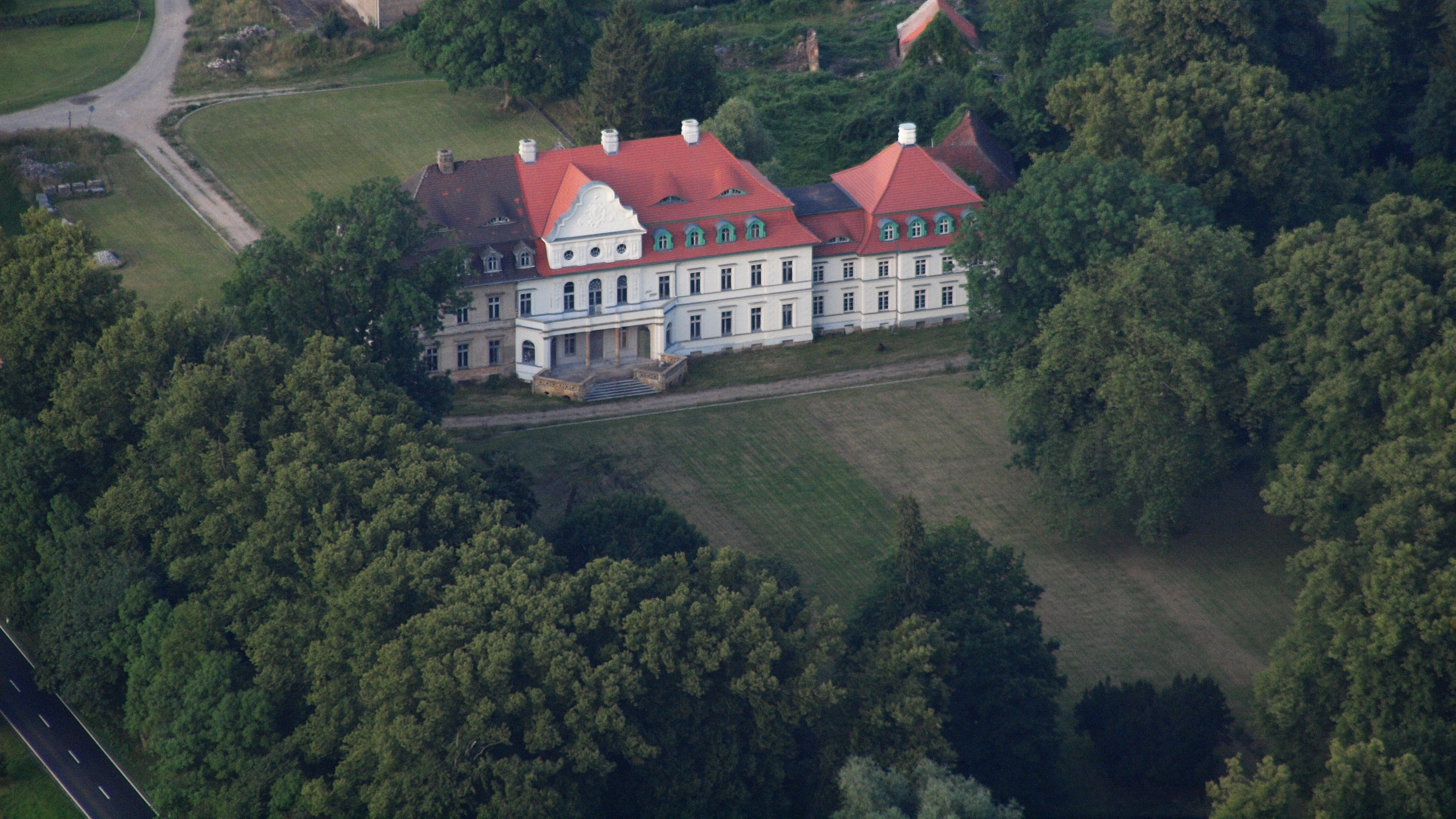